# Zubry (przystanek kolejowy)
Zubry (biał. Зубры, ros. Зубры) – przystanek kolejowy w miejscowości Zubry, w rejonie horeckim, w obwodzie mohylewskim, na Białorusi. Położony jest na linii Orsza - Krzyczew - Uniecza.